# Brassica deserti
Brassica deserti là một loài thực vật có hoa trong họ Cải. Loài này được Danin & Hedge mô tả khoa học đầu tiên năm 1973.